# ヘクト
ヘクト（hecto, 記号:h）は、国際単位系 (SI) におけるSI接頭語の一つで、基礎となる単位の102（＝100）倍の量であることを示す。
1795年の当初のメートル法で定められた6つの接頭語の一つである。ヘクトは、ギリシャ語で「百」を意味する ἑκατόν (hecatón) に由来する。当時は、倍量の接頭語はギリシャ語から、分量の接頭語はラテン語から作成することとしていた。そこで、ギリシャ語の単語をフランス語風に変更して作られたのがヘクト (hecto) である。なお、フランス語ではエクトと発音する。1960年の第11回国際度量衡総会 (CGPM) でSIが制定される際に正式に承認された。
倍量の接頭語は12個あり、そのうちの9個の記号は大文字であるが、デカ、ヘクト、キロの3つは小文字である。これは、倍量には大文字を使うという決まりができる前にすでにデカ、ヘクト、キロが定められており、小文字で定着していたためである。なお、大文字のHは、インダクタンスの単位のヘンリーであるため、混同を避けるためにもヘクトの記号は立体・小文字でなけらばならない。
今日では、科学的な用途ではヘクトはほとんど用いられない。科学的な用途では、指数が3の倍数であるものの使用が好まれ、例えば2 hmではなく200 mまたは0.2 kmと書かれる。
例外は圧力の単位ヘクトパスカル (hPa) である。この単位はCGS単位系のバールをSI準拠のパスカルに置き替える際、それまでのミリバール (mbar, mb) と値を同じにするために導入されたものである。
なお、面積の単位ヘクタール (ha) は、元々は接頭語のヘクトとアールの組み合わせであったが、現在では国際単位系(SI)においても計量法においても、10 000 m2を表す特別の単位であって、接頭語 ヘクト を用いた単位ではない。
| 接頭語             | 記号 | 10n   | 十進数表記  | 漢数字表記  | short scale   | メートル法への導入年 | 国際単位系における制定年 |
| ------------------ | ---- | ----- | ----------- | ----------- | ------------- | -------------------- | ------------------------ |
| クエタ（quetta）   | Q    | 1030  | 1000        | 百穣        | nonillion     | －                   | 2022年                   |
| ロナ（ronna）      | R    | 1027  | 1000        | 千𥝱        | octillion     | －                   | 2022年                   |
| ヨタ（yotta）      | Y    | 1024  | 1000        | 一𥝱        | septillion    | －                   | 1991年                   |
| ゼタ（zetta）      | Z    | 1021  | 1000        | 十垓        | sextillion    | －                   | 1991年                   |
| エクサ（exa）      | E    | 1018  | 1000        | 百京        | quintillion   | －                   | 1975年                   |
| ペタ（peta）       | P    | 1015  | 1000        | 千兆        | quadrillion   | －                   | 1975年                   |
| テラ（tera）       | T    | 1012  | 1000        | 一兆        | trillion      | －                   | 1960年                   |
| ギガ（giga）       | G    | 109   | 1000        | 十億        | billion       | －                   | 1960年                   |
| メガ（mega）       | M    | 106   | 1000        | 百万        | million       | 1874年               | 1960年                   |
| キロ（kilo）       | k    | 103   | 1000        | 千          | thousand      | 1795年               | 1960年                   |
| ヘクト（hecto）    | h    | 102   | 100         | 百          | hundred       | 1795年               | 1960年                   |
| デカ（deca）       | da   | 101   | 10          | 十          | ten           | 1795年               | 1960年                   |
|                    |      | 100   | 1           | 一          | one           |                      |                          |
| デシ（deci）       | d    | 10−1  | 0.1         | 一分        | tenth         | 1795年               | 1960年                   |
| センチ（centi）    | c    | 10−2  | 0.01        | 一厘        | hundredth     | 1795年               | 1960年                   |
| ミリ（milli）      | m    | 10−3  | 0.001       | 一毛        | thousandth    | 1795年               | 1960年                   |
| マイクロ（micro）  | μ    | 10−6  | 0.000001    | 一微        | millionth     | 1874年               | 1960年                   |
| ナノ（nano）       | n    | 10−9  | 0.000000001 | 一塵        | billionth     | －                   | 1960年                   |
| ピコ（pico）       | p    | 10−12 | 0.000000001 | 一漠        | trillionth    | －                   | 1960年                   |
| フェムト（femto）  | f    | 10−15 | 0.000000001 | 一須臾      | quadrillionth | －                   | 1964年                   |
| アト（atto）       | a    | 10−18 | 0.000000001 | 一刹那      | quintillionth | －                   | 1964年                   |
| ゼプト（zepto）    | z    | 10−21 | 0.000000001 | 一清浄      | sextillionth  | －                   | 1991年                   |
| ヨクト（yocto）    | y    | 10−24 | 0.000000001 |             | septillionth  | －                   | 1991年                   |
| ロント（ronto）    | r    | 10−27 | 0.000000001 | octillionth | 2022年        | －                   |                          |
| クエクト（quecto） | q    | 10−30 | 0.000000001 | nonillionth | 2022年        | －                   |                          |